# Maria Giacobbe
Maria Giacobbe (født 14. august 1928 i Nuoro på Sardinien, død 27. januar 2024 i København) var en italiensk-dansk forfatter.
Hun blev i 1958 gift med den ligeledes danske forfatter Uffe Harder og var siden bosiddende i Danmark.
Maria Giacobbe skrev romaner, noveller, digte og essays. De fleste af bøgerne er skrevet på italiensk og efterfølgende oversat til dansk af hendes ægtefælle Uffe Harder eller af sønnerne Thomas og Andreas Harder.
Mange af hendes bøger foregår eller tager udgangspunkt i hendes egne erfaringer fra opvæksten på Sardinien. Bøgerne viser et stort socialt engagement og forståelse for forskellige kulturer. Hun oversatte desuden en række danske digteres værker til italiensk. Hun modtog i 1978 Drachmannlegatet for Stemmer og breve fra den europæiske provins og i 1995 Beatrice Prisen.